# SpaceX Crew-5
SpaceX Crew-5 war der fünfte operative NASA-Crew-Flug eines Crew-Dragon-Raumschiffs mit Besatzung und der achte Orbitalflug mit Besatzung insgesamt. Er startete am 5. Oktober 2022 und brachte vier Besatzungsmitglieder zur Internationalen Raumstation (ISS). Seit Dezember 2021 waren zwei NASA-Astronauten, ein JAXA-Astronaut und ein russischer Kosmonaut für die Mission vorgesehen. Drei der seinerzeit zugewiesenen Besatzungsmitglieder wurden nach Verzögerungen im Starliner-Programm von Boeing zugewiesen. Kommandantin Nicole Mann wurde von Boeings Boe-CFT-Mission für den Flug abgestellt, während Pilot Josh Cassada und Missionsspezialist Koichi Wakata von Boeing Starliner-1 abgestellt und SpaceX Crew-5 zugeteilt wurden. Anna Kikina wurde von Sojus MS-22 abgestellt. Für drei der vier Besatzungsmitglieder war es der erste Flug ins All, mit Ausnahme von Koichi Wakata, der bereits vier Flüge hinter sich hatte.
Die weitere internationale Zusammenarbeit bei ISS-Missionen war zunächst durch den russischen Einmarsch in der Ukraine 2022 und die damit verbundenen Sanktionen gegen Russland in Frage gestellt worden. Am 15. Juli 2022 gab die NASA jedoch bekannt, dass man mit Roskosmos ein Übereinkommen zur Fortsetzung der Kooperation von gemeinsamen bemannten Missionen zur ISS im Rahmen des Sojus-Dragon-Crew-Swap-Systems getroffen habe.

## Besatzung

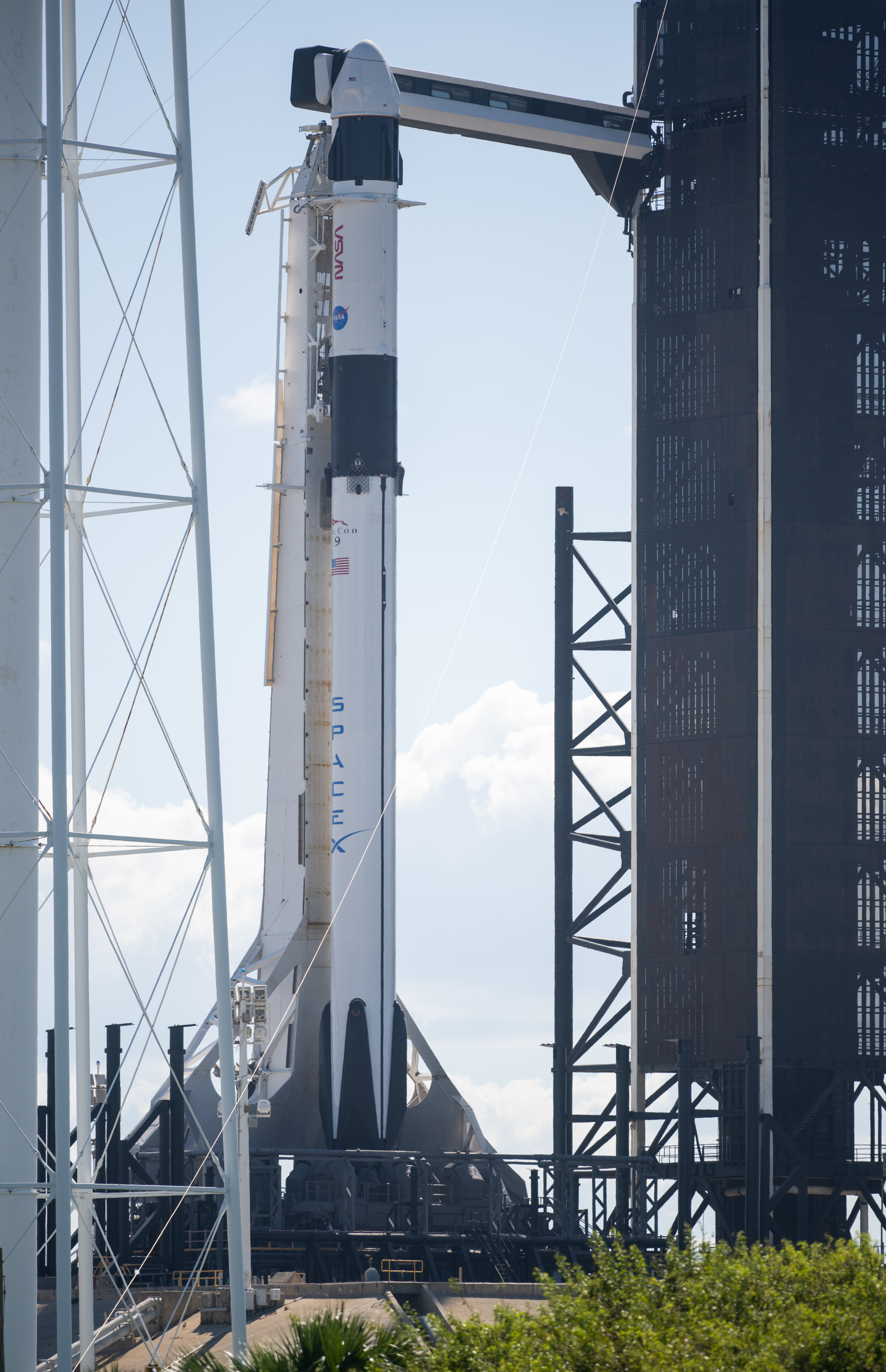
Die Falcon-9-Rakete vor dem Start

Dies war die erste Crew-Dragon-Mission, bei der eine russische Kosmonautin, Anna Kikina, mitflog. Diese Maßnahme ist Teil des Sojus-Dragon-Crew-Swap-Systems, das vorsieht, dass bei jeder Crew-Rotation der ISS (d. h. sowohl mit der US-amerikanischen Dragon 2-Raumfähre als auch mit der russischen Sojus-Kapsel) mindestens ein NASA-Astronaut und ein Roskosmos-Kosmonaut mitfliegen. Dadurch wird sichergestellt, dass beide Länder auf der Station präsent sind und ihre getrennten Systeme aufrechterhalten können, falls entweder Sojus oder kommerzielle Raumfahrzeuge für einen längeren Zeitraum am Boden bleiben. Dies war das erste Mal, dass ein russischer Kosmonaut Teil der Besatzung eines US-Raumschiffes war, seit Nikolai Budarin auf STS-113 mitflog.
Wäre die Rotation bei diesem Flug jedoch kurzfristig nicht zu Stande gekommen, hätte Jeanette Epps mit Crew-5 ihren ersten Flug absolviert.
- Nicole Mann, Kommandantin (1. Raumflug, USA/NASA)
- Josh Cassada, Pilot (1. Raumflug, USA/NASA)
- Kōichi Wakata, Missionsspezialist (5. Raumflug, Japan/JAXA)
- Anna Kikina, Missionsspezialistin (1. Raumflug, Russland/Roskosmos)

Ersatz für Anna Kikina (Falls sich die Beziehung zu Russland weiter verschärft hätte):
- Jeanette Epps, Missionsspezialistin (1. Raumflug, USA/NASA)

## Missionsverlauf
Die fünfte operative SpaceX-Mission im Rahmen des Commercial-Crew-Programms startete am 5. Oktober 2022 um 16:00 UTC vom Kennedy Space Center in Florida.
Das Raumschiff dockte etwa 29 Stunden nach dem Start am 6. Oktober 2022 am forward port des ISS-Moduls Harmony an. Die Crew war seitdem Teil der ISS-Expedition 68.
Für das geplante Ende der Mission und die Rückkehr der Raumfahrer war vorgesehen, dass die Crew Dragon-Raumfähre am 9. März 2023 um 22:05 UTC von der ISS abkoppeln und wenige Stunden später um 01:25 UTC im Atlantik wassern soll. Dieser Plan musste wetterbedingt allerdings verworfen werden.
Später war das Abdocken von der ISS für den 11. März 2023, 20:05 UTC geplant, die Wasserung im Atlantik für den 12. März 2023 um 02:02 UTC vorgesehen.
Die Raumfähre dockte schließlich am 11. März 2023 um 07:19 UTC von der ISS ab und landete erfolgreich am 12. März 2023 um 02:02 UTC ungefähr vor Tampa, Florida, im Golf von Mexiko.